# Paige Matthews
 (août 2022).
Si vous disposez d'ouvrages ou d'articles de référence ou si vous connaissez des sites web de qualité traitant du thème abordé ici, merci de compléter l'article en donnant les références utiles à sa vérifiabilité et en les liant à la section « Notes et références ».
 (août 2022).
La mise en forme du texte ne suit pas les recommandations de Wikipédia : il faut le « wikifier ».
Les points d'amélioration suivants sont les cas les plus fréquents. Le détail des points à revoir est peut-être précisé sur la page de discussion.
- Les titres sont pré-formatés par le logiciel. Ils ne sont ni en capitales, ni en gras.
- Le texte ne doit pas être écrit en capitales (les noms de famille non plus), ni en gras, ni en italique, ni en « petit »…
- Le gras n'est utilisé que pour surligner le titre de l'article dans l'introduction, une seule fois.
- L'italique est rarement utilisé : mots en langue étrangère, titres d'œuvres, noms de bateaux, etc.
- Les citations ne sont pas en italique mais en corps de texte normal. Elles sont entourées par des guillemets français : « et ».
- Les listes à puces sont à éviter, des paragraphes rédigés étant largement préférés. Les tableaux sont à réserver à la présentation de données structurées (résultats, etc.).
- Les appels de note de bas de page (petits chiffres en exposant, introduits par l'outil «  Source ») sont à placer entre la fin de phrase et le point final[comme ça].
- Les liens internes (vers d'autres articles de Wikipédia) sont à choisir avec parcimonie. Créez des liens vers des articles approfondissant le sujet. Les termes génériques sans rapport avec le sujet sont à éviter, ainsi que les répétitions de liens vers un même terme.
- Les liens externes sont à placer uniquement dans une section « Liens externes », à la fin de l'article. Ces liens sont à choisir avec parcimonie suivant les règles définies. Si un lien sert de source à l'article, son insertion dans le texte est à faire par les notes de bas de page.
- La présentation des références doit suivre les conventions bibliographiques. Il est recommandé d'utiliser les modèles {{Ouvrage}}, {{Chapitre}}, {{Article}}, {{Lien web}} et/ou {{Bibliographie}}. Le mode d'édition visuel peut mettre en forme automatiquement les références.
- Insérer une infobox (cadre d'informations à droite) n'est pas obligatoire pour parachever la mise en page.

Pour une aide détaillée, merci de consulter Aide:Wikification.
Si vous pensez que ces points ont été résolus, vous pouvez retirer ce bandeau et améliorer la mise en forme d'un autre article.
Pour les articles homonymes, voir Halliwell.
Paige Matthews est un personnage de fiction et une des trois héroïnes de la série télévisée Charmed. Elle est interprétée par Rose McGowan, du 4 octobre 2001 au 21 mai 2006. Le personnage a été créé par le producteur exécutif Brad Kern en remplaçant le personnage principal Prue Halliwell, à la suite du départ de l'actrice Shannen Doherty. 
Paige intègre le scénario de Charmed au début de la saison 4, après la mort de sa demi-sœur ainée Prue. En tant que la plus jeune des sœurs, Paige a tendance à être aventureuse, indépendante, et obstinée. Comme ses sœurs, Paige est une sorcière, et l'une des sorcières les plus puissantes de tous les temps. Paige est présentée comme l'enfant secret de la mère des sœurs Halliwell Patty (Finola Hughes) et de sa relation avec l'être de lumière Samuel Wilder (Scott Jaeck), faisant de Paige à la fois une sorcière et un être de lumière. Elle a été abandonnée à la naissance et élevée par ses parents adoptifs.
Au début de la saison quatre, Paige aide les sœurs Halliwells à reconstituer le pouvoirs des trois en prenant la place de Prue, après sa mort dans la finale de la troisième saison. Comme Prue, Paige possède des capacités de télékinésie, en raison de son héritage de pouvoirs mixte d'être de lumière, cela se manifeste par la capacité de s'éclipser (téléporter) des objets d'un endroit à un autre via une commande vocale et un geste de la main. Au fur et à mesure que la série progresse, Paige reçoit également des capacités plus légères telles que le pouvoir de se téléporter elle-même, ainsi que de détecter la présence d'une personne et de la guérir. Les histoires de Paige ont souvent tourné autour de sa protection des innocents et de la défaite des forces du mal à San Francisco avec ses sœurs. Paige connait également plusieurs relations amoureuses. Au cours de la huitième et dernière saison, Paige épouse un agent de la libération conditionnelle humaine nommé Henry Mitchell (Ivan Sergei).
Le personnage de Paige, a été généralement bien reçu par les critiques de télévision, qui ont complimenté sa personnalité et ont estimé que McGowan était le bon choix pour le rôle. Elle remporte le prix de « sœur préférée » lors des Family Television Awards en 2005 pour son interprétation du personnage de Paige. En 2007, AOL TV a classé Paige au 13e rang de sa liste des meilleures sorcières de la télévision, entre la plus faible des quatre sœurs. En plus de la série télévisée, le personnage est également apparu dans de nombreux nombreux médias de l'univers de Charmed, tels que les romans Charmed et son adaptation en bande dessinée.

## Histoire

### Naissance
Paige Matthews est la quatrième fille de Patricia Halliwell, une bonne sorcière qui vivait à San Francisco. Contrairement à ses trois premières filles que Patty eut avec son mari Victor Bennett, Paige a pour père l'ange gardien de Patty, l'être de lumière Sam Wilder. Victor quitta Patty et ses enfants sans rien savoir de Paige.
Le 2 août 1977, Patty et Sam laissèrent le nouveau-né à une nonne nommée Sœur Agnes à l'église locale, ayant peur des répercussions si leur romance interdite entre une sorcière et un être de lumière était découverte par les Fondateurs. Ils laissèrent le bébé avec une couverture et demandèrent que son nom commence par un P, comme toutes les femmes de la famille.

### Enfance et adolescence chez les Matthews
Le bébé fut nommé Paige, et adopté par la famille Matthews. Finalement, ses parents adoptifs moururent dans un accident de voiture. Elle se sauva de cet accident en se téléportant hors de la voiture. Paige fut choquée et fit un grand changement dans sa vie. Elle arrêta de boire et commença à bien se conduire à l'école. Après avoir passé cette épreuve, Paige essaya de retrouver sa vraie famille. Elle alla au commissariat et découvrit le nom de l'église où elle fut abandonnée. Elle chercha encore et suspecta qu'elle était liée aux sœurs Halliwell, mais ne les avait jamais vraiment approchées depuis la mort de leur mère Patty.

### Rencontre avec les Soeurs Halliwell
En 2000, Paige commença à fréquenter le P3 parce qu'il appartenait à Piper Halliwell. Elle commença également à fréquenter un homme nommé Shane. 

### Révélation en tant que sorcière, Réputation de Sorcière et Vie Magique
Lorsque Paige apprit la mort de Prue Halliwell, elle assista aux funérailles. À la fin de la cérémonie, elle serra les mains de Phoebe Halliwell qui reçut une vision de Paige étant attaquée par le démon Shax, l'assassin de Prue. Après la cérémonie, Paige et Shane sortirent sur le toit et furent attaqués par Shax. Phoebe et son petit ami Cole Turner observèrent le combat et virent Paige se téléporter pour éviter une attaque de Shax. Ses pouvoirs magiques sont réapparus après la mort de Prue. Malheureusement, Shane ne fut pas aussi chanceux et fut blessé. Phoebe et Cole attaquèrent Shax, mais lui et Paige s'échappèrent. Après avoir veillé sur son petit ami à l'hôpital et parlé à la police, Paige alla au Manoir des Halliwell. Elle fut réunie pour la première fois avec le Livre des Ombres et ses sœurs ainées et elles devinrent les Charmed Ones. Cette réunion fut interrompue par Shax, mais Piper et Phoebe furent capables de convaincre Paige de les aider en récitant la formule qui vainquit Shax. Effrayée par ce qu'elle a vu, Paige s'enfuit. Espérant qu'il pourrait faire passer Paige du côté du mal avant qu'elle ne forme des liens solides avec ses sœurs, la Source prit possession du corps de Shane dans l'espoir de lui faire utiliser ses pouvoirs pour blesser un homme accusé d'avoir maltraité son fils. Paige rencontra ensuite la nonne qui la recueillit bébé, et qui lui dit que ses anges l'avait laissé à l'église.
Paige fut contactée par Piper et Phoebe, qui lui parlèrent de ses pouvoirs. Paige apprit bientôt qu'elle pouvait téléporter des objets en les appelant. Paige fut ensuite approchée par Shane, possédé par la Source, prétendant que quelqu'un le chassait. Elle partit avec lui, fuyant les sœurs. La Source emmena ensuite Paige chez Shane où il essaya de lui faire utiliser ses pouvoirs pour tuer l'homme qu'elle pensait qu'il avait levé la main sur son enfant. Plus tard au travail, Paige le tuait en appelant son cœur, mais Phoebe et Piper l'arrêtèrent à temps et Leo la téléporta au Manoir. On découvrit que l'homme était innocent et que c'était sa femme qui maltraitait l'enfant. La Source blessa mortellement Cole, le laissant mourir lentement. De retour au Manoir, Paige piqua une crise, et la Source les attaqua. Celle-ci essaya d'attirer Paige vers le Mal, mais elle choisit d'être avec ses sœurs lorsque la Source attaqua Phoebe. La Source se vanta d'avoir tué Cole et essaya de tuer un inspecteur de police qui espionnait les sœurs, mais l'inspecteur fut sauvé par les pouvoirs de guérison de Leo Wyatt. Les sœurs et Léo trouvèrent ensuite Cole et purent utiliser les pouvoirs combinés de Paige et de Léo pour le soigner. Paige se réconcilia ensuite avec ses sœurs, mais Shane, ayant des souvenirs désordonnés de sa possession, quitta Paige. Phoebe et Piper la ramenèrent au Manoir et invoquèrent l'esprit de Patricia Halliwell pour réunir après une longue séparation la mère et la fille.
Durant l'année 2005, elle prit le poste de directrice de l'école de magie, après la mort du fondateur Gidéon.
Lors de la Saison 8, afin de vaincre l'ultime pouvoir c'est-à-dire les sœurs Jenkins, les Charmed Ones invoquèrent le Néant en même temps que les Jenkins puis allèrent vaincre la Triade avec les nouveaux pouvoirs dont elles furent investies. Ensuite elle s'éclipsèrent au manoir où débuta l 'ultime combat ; l'affrontement de ces deux clans à forces égales créa une gigantesque explosion qui détruisit le Manoir et amena la mort de Phoebe, Paige et Christy. Piper, unique survivante du clan Halliwell, remonta le temps à l'aide de la bague de Coop et empêcha cet affrontement dramatique.

## Caractéristiques

### Vie amoureuse
Lorsque Paige apparait pour la première fois dans la série, lors du premier épisode de la Saison 4 Les Liens du sang 1/2, elle vit une relation avec un dénommé Shane depuis 1 mois. Mais sa rencontre avec ses sœurs et sa destinée magique mettront fin à cette idylle. 
Depuis son enfance, Paige vit une relation amicale et amoureuse avec son ami d'enfance Glenn, un jeune homme qui parcourt le monde mais qui finit malheureusement par se marier dans l'épisode Envoûtement. 
À la fin de la Saison 5, Paige entretiendra une relation adultérine avec Nathan qui lui avouera être marié sous l'effet du sort de vérité dans l'épisode Le Nécromancien. 
Au début de la Saison 6, dans l'épisode Vengeance d'outre-tombe Paige fait la rencontre d'un sorcier, Richard, par le biais de son travail intérimaire. Leur relation sera si intense qu'ils iront jusqu'à emménager ensemble. Mais la vie magique de Paige fera qu'ils devront se séparer car Richard, dans l'épisode Le mauvais Génie, est redevenu accro à la magie. 
Au cours de la Saison 7, Paige tombera sous le charme d'un nouvel homme, Kyle Brody, un agent du FBI qui est au courant de son secret de sorcière. Elle fait sa rencontre dans l'épisode La Malédiction Du Pirate. Kyle demandera l'aide de Paige et de ses sœurs pour éradiquer une grande menace. Au fil des épisodes, Paige et Kyle entameront une relation amoureuse qui se terminera mal car Kyle sera tué par les Avatars, la grande menace dans l'épisode Charmageddon 1/2. Néanmoins, il ne meurt pas vraiment car les fondateurs l'ont ramené à la vie comme Être de lumière pour avoir sacrifié sa vie pour éliminer les Avatars. Mais le couple ne se reformera pas. 
Puis, au cours de la Saison 8, Paige rencontre Henry Mitchell, l'homme qui va enfin accepter son côté magique et l'épouser, dans l'épisode La Bague Au Doigt et lui donner 3 enfants (qui apparaissent au dernier épisode de la saison 8). 

### Pouvoirs magiques
Tout comme ses sœurs, Paige possède des pouvoirs surnaturels qui apportent un sérieux avantage à la sorcière lors des nombreux combats qu'elle doit mener contre les démons. 
Paige est la seconde sorcière de la lignée Halliwell qui possède le plus grand nombre de pouvoirs magiques après son neveu Wyatt Halliwell du fait de son identité de sorcière et d'être de lumière. Les pouvoirs de Paige lui proviennent pour la plupart de son côté être de lumière. 
Lorsque Paige apparaît dans la série, lors du premier épisode de la Saison 4, (Les Liens du sang (1/2), Paige utilise sans en connaître la façon de l'activer son pouvoir d'Eclipse qui permet à la sorcière de se rendre où elle souhaite et d'emmener qui elle veut avec elle une fois son pouvoir contrôlé (Face à son destin). 
Le lendemain, (Les Liens du sang (2/2)), à l'église où ses parents, Patty et Sam, l'ont déposée, Paige utilise pour la première fois son pouvoir principal : L'Orbing-Télékinésie. La jeune sorcière et ses deux sœurs se rendent compte que son pouvoir agit avec la voix. Paige appelle un objet et ce dernier se téléporte où la sorcière le souhaite avec un geste de la main en disparaissant et réapparaissant dans une nuée d'orbes. 
Vers la fin de la Saison 4, (Compagnons d'armes), Paige utilise le pouvoir de Détection qui lui permet de retrouver des personnes en danger ou sa famille. 
Au cours de la Saison 5, (épisode Envoûtements), Paige utilise le pouvoir de Morphing  qui lui permet de prendre l'apparence de qui elle souhaite. 
Par la suite au cours de la Saison 8, (Hold-up), Paige reçoit un nouveau pouvoir qui la transforme véritablement en Être de lumière : La Guérison . Désormais Paige est capable de soigner n'importe quelle blessure infligée aux innocents ou à ses sœurs. 
De plus, Paige reçoit d'autres pouvoirs provenant de son côté d'Être de lumière lui permettant de mener sa mission à bien : L'Intangibilité lui permettant d'utiliser les orbes pour laisser les attaques magiques ou armes la traverser sans la blesser, le pouvoir de Flotter lui permettant de se maintenir au-dessus du sol grâce aux orbes, le pouvoir d'Omnilinguisme lui permettant de parler et comprendre toutes les langues de ses protégés sans devoir les apprendre, la capacité à Dissimuler certaines personnes de façon qu'elles soient indétectables et invisibles aux yeux des autres, le pouvoir de Photokinésie lui permettant de créer et manipuler la lumière.
Puis dans son combat contre Neena (cf saison 9 en comics), Paige reçoit le pouvoir de créer un bouclier qu'elle agrandit à volonté pour se protéger tout comme le fait Wyatt.
Patty lui a donné les pouvoirs de base de la sorcellerie (jeter des sorts, faire des potions...) et le pouvoir qui lui permet de former Le Pouvoir des 3.

### La relation de Prue et Paige
Prudence n'a jamais pu combattre les démons avec Paige, tout simplement car elle est morte avant même d'avoir pu savoir qu'elle avait une troisième sœur. Prue cependant a vu, comme ses sœurs Phoebe et Piper, Paige dans le ventre de leur mère. Elles disaient que Patty (leur mère) avait un gros ventre. Cependant Paige étant née d'un amour défendu, Patty dut la cacher dans un couvent. Prue ne connaîtra pas son identité. Mais elles se sont déjà croisées et se sont parlé. Il semblerait que Prue ait aidé Paige vers la Saison 3, d'après les dires de Paige pendant l'enterrement de Prue. C'est à partir de ce moment que Paige fréquente le P3. Elles ont donc dû se croiser. 
Quand Paige va devenir complexée par rapport aux talents de Prue, ce malaise va s'accentuer dans l'épisode "La peur au ventre" dans la saison 5 avec le retour de Barbas qui va exploiter la peur de Paige d'être à la traîne par rapport à Prue. 
Paige va revoir Prue en compagnie de Phoebe dans la Saison 5 dans l'épisode 18. Paige se retrouve piégée dans les pensées de Piper : elle voit sa défunte sœur de dos lors du mariage de Piper et sous la forme d'un chien. C'est à ce moment que Phoebe (qui se trouve avec elle) dit : "Toi qui voulais voir Prue, bingo".

## Comics
Dans les comics, Paige a eu ses jumelles. Avec ses sœurs, elle tente de contrer les projets de Neena, la toute première sorcière du monde. Lors d'une bataille contre un démon, elle sauve un bébé avec ses pouvoirs et décide de l'adopter avec Henry. Ce bébé deviendra Henry Jr. Comme sa sœur Piper, Paige se découvre un nouveau pouvoir qui lui permet de créer un bouclier de protection comme Wyatt. Paige rencontre enfin Prue dans le corps de Patience.

## Référence
- (en) Cet article est partiellement ou en totalité issu de l’article de Wikipédia en anglais intitulé « Paige Matthews » (voir la liste des auteurs).